# Trinxeres i búnquer de les Feixes de la Rossella
Les Trinxeres i búnquer de les Feixes de la Rossella són unes construccions militars de Gavet de la Conca (Pallars Jussà) incloses a l'Inventari del Patrimoni Arquitectònic de Catalunya.

## Descripció
És un conjunt de construccions defensives edificades amb pedra, morter i pinyonada. Se'n conserva una estructura de planta quadrangular, descoberta, de la mateixa maner que altres restes de murs aprofitant el terreny rocós.
Es tracta de conjunts edificats durant el temps que va estar actiu el Front del Pallars (1938) durant la Guerra civil. Se sap que a la zona hi van haver construccions tant del bàndol republicà com del rebel.

## Història
Fitxa donada d'alta amb la informació proporcionada pel Cos d'Agents Rurals: Fitxa model F30 núm.1667, del 17/06/2013